# Абросимов, Глеб Николаевич
Глеб Николаевич Абросимов (1910—2003) — советский военачальник, генерал-майор танковых войск. Начальник штаба 4-й гвардейской механизированной армии и 20-й гвардейской общевойсковой армии,  участник Советско-польской и Великой Отечественной войн.

## Биография
Родился 4 апреля 1910 года в Санкт-Петербурге.
С 1927 года призван в ряды РККА. С 1927 по 1929 год обучался в Окончил Первую Советскую объединённую военную школу РККА имени ВЦИК. С 1929 по 1930 год обучался на Военно-химических курсах Курсов усовершенствования командного состава. 
С 1930 года служил в войсках Украинского военного округа в составе 45-й стрелковой дивизии в должности взводного командира 4-го отдельного химического батальона и 133-го стрелкового полка. С 1932 по 1936 год — начальник химической службы отдельного разведывательного батальона и начальник школы младшего командного состава 4-го химического батальона. С 1936 по 1939 год — начальник 1-го отделения штаба 135-й стрелково-пулеметной бригады 45-го механизированного корпуса. С 1939 по 1940 год —  начальник 1-го отделения штаба 25-го танкового корпуса и помощник начальника 1-го отдела штаба 36-го стрелкового корпуса. С 1939 года участник Польского похода РККА.
С 1940 по 1941 год обучался в Военной ордена Ленина академии бронетанковых и механизированных войск Красной Армии имени И. В. Сталина. С 1941 года участник Великой Отечественной войны в качестве помощника и старшего помощника начальника 2-го отдела Управления формирования и укомплекования автобронетанковых войск РККА, в качестве представителя автобронетанковых войск участвовал в комплектовании войск и частей техникой и вооружением на территории Москвы и Московской области на Западном фронте в период Московской битвы. С апреля по май 1945 года — начальник штаба 2-го гвардейского механизированного корпуса. 
С 1945 по 1946 год — начальник отдела формирования Костеревского танкового военного лагеря и начальник оперативного отдела 9-й гвардейской танковой дивизии. С 1946 года после окончания 
Академических курсов усовершенствования офицерского состава при Военной ордена Ленина академии бронетанковых и механизированных войск Красной Армии имени И. В. Сталина был назначен старшим офицером и начальником 1-го отделения Отдела боевой подготовки Бронетанковых и механизированных войск Советской армии. С 1948 по 1956 год служил в Главном Штабе Сухопутных войск СССР в должности инспектора группы при заместителе главнокомандующего Сухопутных войск по боевой подготовке и заместитель начальника 1-го отдела Управления боевой подготовки Главного управления боевой подготовки.
С 1949 по 1951 год обучался в Высшей военной академии имени К. Е. Ворошилова.
С 1956 по 1957 год — начальник штаба 4-й гвардейской механизированной армии. 28 мая 1957 года Постановлением СМ СССР было присвоено воинское звание генерал-майор танковых войск. С 29 апреля 1957 по 12 января 1963 года — начальник штаба 20-й гвардейской общевойсковой армии.
С 1963 по 1966 года — начальник кафедры общей тактики и оперативной подготовки Военно-инженерной ордена Ленина Краснознамённой академии имени В. В. Куйбышева.
С 1966 года в отставке.
Скончался 20 января 2003 года в Москве.

## Награды
- Орден Ленина (20.04.1953)
- два ордена Красного Знамени (10.11.1942, 06.10.1947)
- Орден Кутузова III степени (08.06.1945)
- Орден Александра Невского (15.05.1945)
- два ордена Отечественной войны I степени (20.03.1944, 06.11.1985)
- Орден Красной Звезды (03.11.1944)
- Медаль «За оборону Москвы» (01.05.1944)
- Медаль «За взятие Вены» (09.06.1945)
- Медаль «За взятие Будапешта» (1945)
- Медаль «За освобождение Праги» (1945)
- Медаль «За победу над Германией в Великой Отечественной войне 1941—1945 гг.» (09.05.1945)
- Медаль «30 лет Советской Армии и Флота» (1948)
- Медаль «40 лет Вооруженных Сил СССР» (1958)[9][10][1]